# Estado remanescente
Estado remanescente ou residual é o resquício de um Estado outrora muito maior, deixado com um território reduzido após secessão, anexação, ocupação, descolonização, golpe ou revolução em parte de seu antigo território. Neste último caso, o governo não chega ao exílio porque ainda controla parte de seu antigo território.

## Exemplos

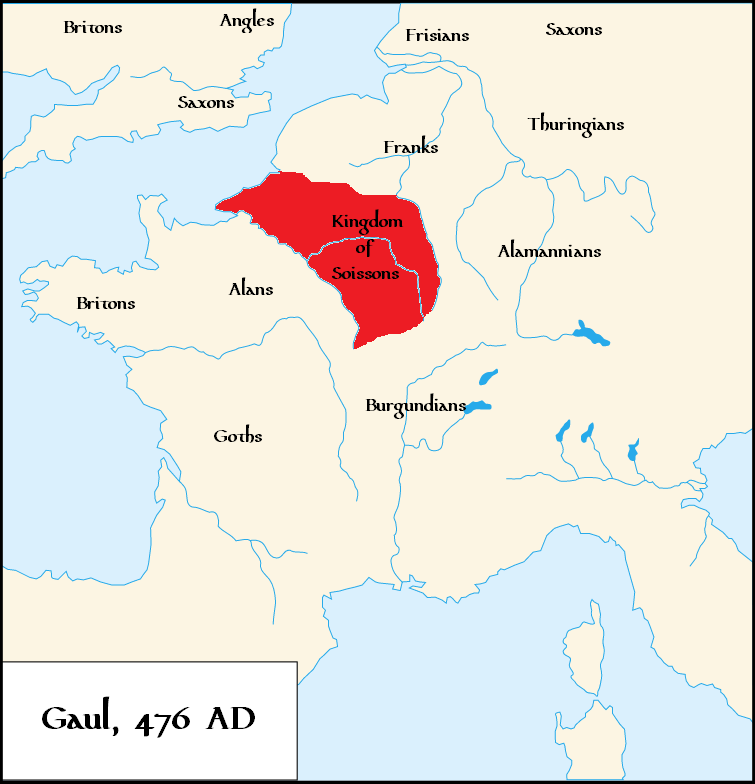
Reino de Soissons, remanescente do Império Romano.

### História antiga
- O Estado Xu, na atual China, que originalmente controlava grande parte do vale do rio Huai,[2] foi gradualmente reduzido para a área em torno de sua capital, a partir do século VII a.C.
- O Reino de Soissons sobreviveu às perdas territoriais e subsequente queda do Império Romano do Ocidente no ano 476, sob a liderança de Egídio, que havia sido nomeado para governar a área pelo imperador Majoriano em 458. O reino caiu para o rei dos francos, Clóvis, em 486.[3]
- O Império Selêucida na Síria, depois de perder a maior parte de seu território para o Império Parta.[4]

### História medieval

Império de Trebizonda, remanescente do Império Bizantino.

- Depois que a dinastia Jin assumiu o controle sobre o norte da China, um Estado Song violento permaneceu no sul.[5]
- Depois que a dinastia Ming estabeleceu o controle sobre a China, a dinastia Yuan continuou na Mongólia como o Estado remanescente.[6]
- Depois que o Império Qing assumiu o controle sobre a maior parte da China Ming, os Ming do Sul formaram um Estado remanescente entre 1644 e 1659.[7]
- Depois que o Sultanato Madurai assumiu o controle sobre a maior parte do Império Pandia, e que mais tarde foi capturado pelo Império Vijayanagara, os pandias do sul formaram um Estado tumultuado de 1330 a 1422, dominando os distritos modernos de Tirunelveli e Thuthukudi, juntamente com certas regiões do Ghats Ocidental. Eles perderam ainda mais seu território e governaram a região de Tenkasi, que formou um Estado remanescente até 1623.[7]
- Trebizonda, Teodoro e Epiro continuaram como Estados remanescentes do Império Bizantino após a Queda de Constantinopla, até suas conquistas em 1461, 1475 e 1479, respectivamente.[8]

### História moderna

Em vermelho escuro, o território correspondente à República Soviética Húngara.

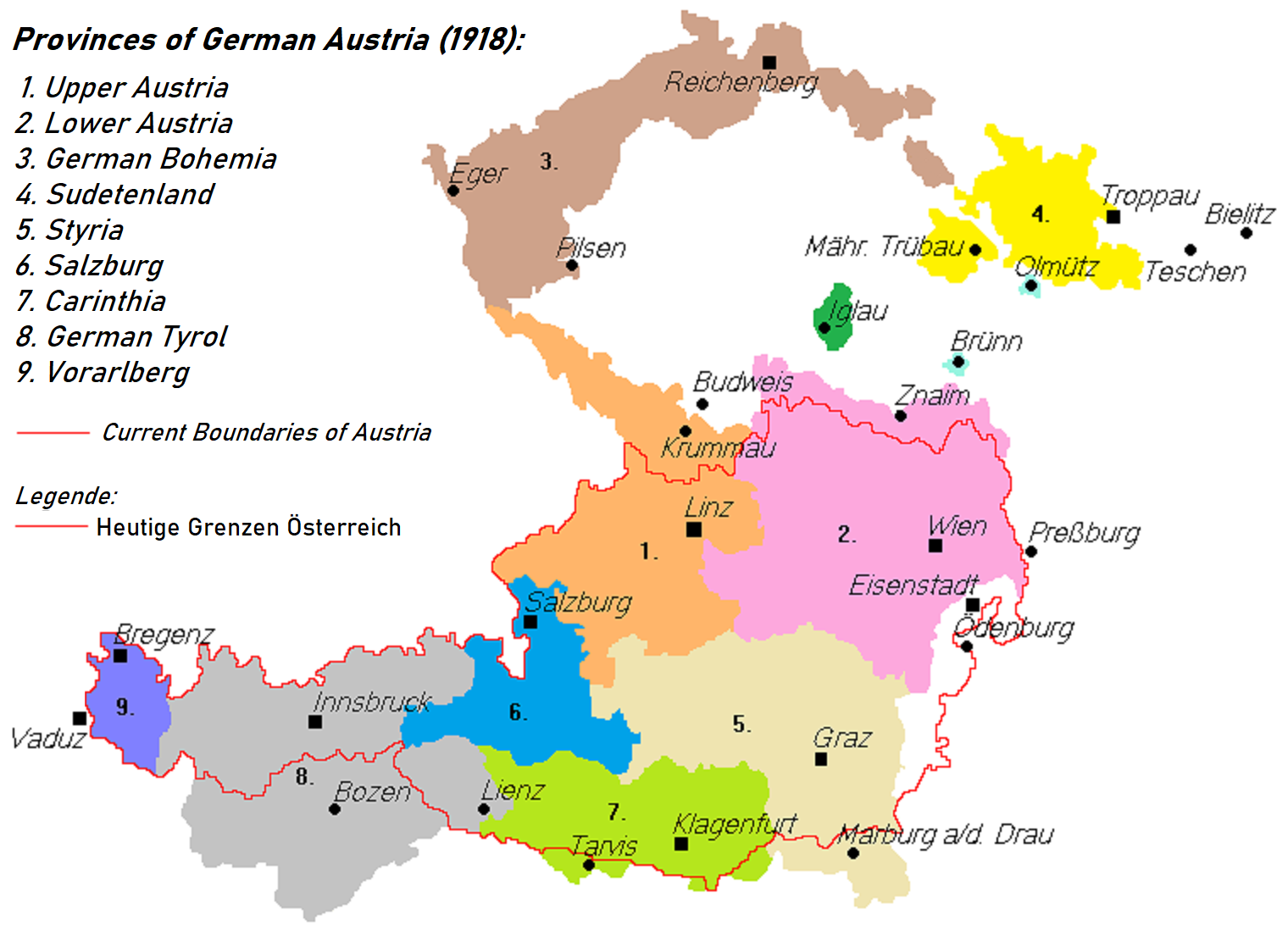
República da Áustria Alemã, remanescente do Império Austro-Húngaro.

- A Comunidade Polaco-Lituana foi deixada como um Estado remanescente após a Primeira Partilha da Polônia pela Rússia, Prússia e Áustria em 1772.[9] O Estado remanescente resultante foi dividido novamente em 1793 e anexado em 1795. Após a vitória de Napoleão na Guerra da Quarta Coalizão em 1807, ele criou um novo Estado remanescente polonês, o Ducado de Varsóvia.[10] Após a derrota de Napoleão, o Congresso de Viena criou a Polônia do Congresso em 1815; não está claro se isto deve ser visto como um Estado remanescente ou um Estado fantoche.[11]
- A República Soviética Húngara[12] foi proclamada em março de 1919, após a renúncia do governo da Primeira República Húngara, quando, após a aliança com os social-democratas, os comunistas assumiram o controle do país. Embora às vezes controlasse apenas cerca de 23% do estado húngaro, após alguns sucessos militares iniciais, no final o exército foi derrotado e o governo caiu por completo em agosto de 1919.
- A República da Áustria Alemã foi criada em 1918 como o Estado remanescente inicial para áreas com população predominantemente de língua alemã dentro do que havia sido o Império Austro-Húngaro.[13]
- A República de Salò (Repubblica Sociale Italiana, 1943-1945), liderada por Benito Mussolini, afirmou ser o sucessor legítimo do Reino da Itália; era de fato um Estado fantoche da Alemanha nazista.[14][15][16]
- A Etiópia foi abandonada pela independência da Eritreia em 1991, após a Guerra de Independência da Eritreia.[17]
- A República Federal da Iugoslávia, ou seja, o nome que a União Estatal da Sérvia e Montenegro usou de 1992 a 2003, era frequentemente vista como o Estado deixado para trás pela República Socialista Federativa da Iugoslávia (1945-1992) quando ela entrou em colapso.[18] Essa visão era sustentada não apenas por seus fundadores, mas também por muitas pessoas antagônicas a eles.[18]
- Desde a secessão do Sudão do Sul em 2011, a porção norte do Sudão formou um Estado remanescente.[19]

### Casos disputados
- República da China: Após a vitória do Partido Comunista da China no estabelecimento da República Popular da China na China continental durante a Guerra Civil Chinesa, o governo da República da China fugiu para a Ilha Formosa e continua a reivindicar autoridade sobre o território da China. Desde então, não há unanimidade sobre o o seu estatuto político: poucos o consideram um Estado remanescente,[20] enquanto outros o consideram um governo no exílio.[21]